# Бетани (Пенсилванија)
Бетани (енгл. Bethany) град је у америчкој савезној држави Пенсилванија.

## Демографија
По попису из 2010. године број становника је 246, што је 46 (-15,8%) становника мање него 2000. године.
| Група             | 2000.       | 2010.       |
| Белци             | 289 (99,0%) | 238 (96,7%) |
| Афроамериканци    | 1 (0,3%)    | 4 (1,6%)    |
| Азијати           | 0 (0,0%)    | 0 (0,0%)    |
| Хиспаноамериканци | 1 (0,3%)    | 4 (1,6%)    |
| Укупно            | 292         | 246         |